# Дракула, год 1972
«Дракула, год 1972» (англ. Dracula A. D. 1972) — фильм ужасов 1972 года.

## Сюжет
Разрушенная церковь Святого Бартольфа является местом весёлой оргии молодых людей. В полночь они намерены вызвать старых духов, среди которых и Дракула (Кристофер Ли), который уже сто лет как умер. По этому поводу некий Джонни Алукард (Кристофер Ним) осушает наполненную «кровью» чашу перед милой Лаурой (Кэролайн Манро). Для молодёжи это слишком; в панике все разбегаются.
На следующее утро Лаура обнаружена мёртвой. Её тело обескровлено. Антрополог профессор Ван Хелсинг (Питер Кашинг), дедушка одного из молодых людей, бывших на оргии, берёт на себя расследование, когда понимает: это дело рук Дракулы. Чтобы уберечь свою племянницу Джессику (Стефани Бичем), вешает ей на шею крест. Джонни, будучи вампиром, нападает на Джессику и относит её своему Хозяину. Ван Хелсинг встречает Джонни и уничтожает его.
В церкви Святого Бартольфа он находит Джессику в трансе. В склепе Ван Хелсинг ставит заострённые деревянные кресты. Это останавливает вампира. Дракула напарывается на них и умирает с диким криком, от которого Джессика пробуждается.

## Факты
- Кристофер Ли не хотел сниматься в данном фильме. Ни идея, ни сценарий ему совершенно не понравились. Что бы уговорить актёра, продюсеру Джеймсу Каррерасу пришлось значительно увеличить его гонорар[1].

## В ролях
- Кристофер Ли - Дракула
- Кристофер Ним - Джонни Алукард
- Кэролайн Манро - Лаура
- Питер Кашинг - Ван Хельсинг
- Стефани Бичем - Джессика